# کلونینایی
کلونینایی یک زیرتیره از تیره لاک‌پشت‌های دریایی باخه‌ایان است. طبقه مادر این زیرتیره، لاک‌پشت دریایی است.
اعضای این زیرتیره و سرده شامل موارد زیر است:
- سرده کلونیا لاک‌پشت سبز
- سرده ارتموکلیس لاک‌پشت پوزه‌عقابی
- سرده ناتاتور لاک‌پشت پشت‌تخت